# Venice (Los Angeles)
Venice é um distrito, localizado a oeste de Los Angeles, Califórnia, Estados Unidos. É conhecido por seus canais, praias e circos, como o Ocean Front Walk, o qual apresenta artistas, videntes e vendedores. Durante os meses de verão, o calçadão fica ativamente entretendo, e esta tradição continua em fins de semana do inverno. É uma importante atração turística no Sul da Califórnia, e manteve sua popularidade, em parte porque é um lugar atrativo para caminhar ou andar de bicicleta. O distrito foi o lar de poetas e artistas da geração Beat em Los Angeles. Seus códigos de área são 310 e 424. Seu código ZIP é 90291.
Em 2011, a Venice Beach - principal praia de Venice e batizada com o nome do distrito -, foi palco do clipe da canção ''The Adventures of Rain Dance Maggie'' da banda californiana Red Hot Chili Peppers.

## Homenagens
Venice é citada algumas vezes em músicas da cantora e compositora norte americana Lana Del Rey, como por exemplo em suas composições "Venice Bitch"  e "Mariners Apartment Complex".  Ambas as músicas são de seu álbum Norman Fucking Rockwell!.
Lana Del Rey também fala sobre o estado Califórnia diversas vezes em seus álbuns. Tendo inclusive uma música com o nome do estado, presente em seu álbum citado acima.